# NGC 2508
NGC 2508 este o galaxie LINER situată în constelația Câinele Mic. A fost descoperită în 23 ianuarie 1784 de către William Herschel. Se află la o distanță de 62,82 de megaparseci de Pământ.